# Xã Equality, Quận Miller, Missouri
Xã Equality (tiếng Anh: Equality Township) là một xã thuộc quận Miller, tiểu bang Missouri, Hoa Kỳ. Năm 2010, dân số của xã này là 1.109 người.